# Maberzell
Maberzell is een plaats in de Duitse gemeente Fulda, deelstaat Hessen.